# Olympische Jugend-Winterspiele 2024/Teilnehmer (Kanada)
| Gelbes Symbol für Goldmedaillen mit stilisierten Olympischen Ringen | Graues Symbol für Silbermedaillen mit stilisierten Olympischen Ringen | Braundes Symbol für Bronzemedaillen mit stilisierten Olympischen Ringen |
| ------------------------------------------------------------------- | --------------------------------------------------------------------- | ----------------------------------------------------------------------- |
| 3                                                                   | 2                                                                     | 1                                                                       |

Kanada nahm an den Olympischen Jugend-Winterspielen 2024 in der südkoreanischen Provinz Gangwon mit 79 Athleten teil.

## Medaillen

### Medaillenspiegel
| Rang   | Sportart         | Gold | Silber | Bronze | Gesamt |
| ------ | ---------------- | ---- | ------ | ------ | ------ |
| 1      | Snowboard        | 1    | 2      | —      | 3      |
| 2      | Eiskunstlauf     | 1    | —      | 1      | 2      |
| 3      | Freestyle-Skiing | 1    | —      | —      | 1      |
| Gesamt | Gesamt           | 3    | 2      | 1      | 6      |

### Medaillengewinner
| Name/n                                                                        | Sportart         | Wettkampf      |
| ----------------------------------------------------------------------------- | ---------------- | -------------- |
| Gold                                                                          |                  |                |
| Charlie Beatty                                                                | Freestyle-Skiing | Big Air        |
| Eli Bouchard                                                                  | Snowboard        | Big Air        |
| Kole Sauve Annika Behnke                                                      | Eiskunstlauf     | Paarlauf       |
| Silber                                                                        |                  |                |
| Anthony Shelly                                                                | Snowboard        | Snowboardcross |
| Eli Bouchard                                                                  | Snowboard        | Slopestyle     |
| Bronze                                                                        |                  |                |
| Kaiya Ruiter David Li Annika Behnke / Kole Sauve Audra Gans / Michael Boutsan | Eiskunstlauf     | Teamwettbewerb |

## Teilnehmer nach Sportart

### Biathlon
| Athleten                                                    | Wettbewerbe                           | Zeit        | Fehler           | Rang |
| ----------------------------------------------------------- | ------------------------------------- | ----------- | ---------------- | ---- |
| Frauen                                                      |                                       |             |                  |      |
| Julia Bartlett                                              | 6 km Sprint                           | DNS         | DNS              | DNS  |
| Julia Bartlett                                              | 10 km Einzel                          | 45:21,8 min | 7 (2+2+2+1)      | 59   |
| Flora Csonka                                                | 6 km Sprint                           | 23:56,5 min | 5 (2+3)          | 40   |
| Flora Csonka                                                | 10 km Einzel                          | 43:16,4 min | 4 (0+1+2+1)      | 33   |
| Cheyenne Tirschmann                                         | 6 km Sprint                           | 22:19,8 min | 2 (2+0)          | 24   |
| Cheyenne Tirschmann                                         | 10 km Einzel                          | 42:48,4 min | 5 (1+2+1+1)      | 27   |
| Männer                                                      |                                       |             |                  |      |
| Dawson Ferguson                                             | 7,5 km Sprint                         | 24:51,2 min | 4 (3+1)          | 55   |
| Dawson Ferguson                                             | 12,5 km Einzel                        | 51:51,6 min | 7 (3+1+1+2)      | 70   |
| Luke Hulshof                                                | 7,5 km Sprint                         | 24:26,1 min | 5 (2+3)          | 43   |
| Luke Hulshof                                                | 12,5 km Einzel                        | 43:48,0 min | 2 (0+0+0+2)      | 05   |
| Justin Konoff                                               | 7,5 km Sprint                         | 23:22,4 min | 3 (1+2)          | 20   |
| Justin Konoff                                               | 12,5 km Einzel                        | 48:26,3 min | 7 (0+2+3+2)      | 44   |
| Mixed                                                       |                                       |             |                  |      |
| Cheyenne Tirschmann Luke Hulshof                            | Single-Mixed-Staffel (6 km + 7,5 km)  | 51:51,8 min | 13+18 (9+10 4+8) | 20   |
| Flora Csonka Cheyenne Tirschmann Luke Hulshof Justin Konoff | Mixed-Staffel (2 × 6 km + 2 × 7,5 km) | 1:21:55,5 h | 4+19 (0+8 4+11)  | 6    |

### Bob
| Athleten    | Lauf 1  | Lauf 1 | Lauf 2  | Lauf 2 | Gesamt      | Gesamt |
| Athleten    | Zeit    | Rang   | Zeit    | Rang   | Zeit        | Rang   |
| ----------- | ------- | ------ | ------- | ------ | ----------- | ------ |
| Frauen      |         |        |         |        |             |        |
| Talia Melun | 57,99 s | 10     | 58,07 s | 9      | 1:56,06 min | 9      |
| Männer      |         |        |         |        |             |        |
| Isaak Ulmer | 56,53 s | 17     | 56,67 s | 16     | 1:53,20 min | 16     |

### Curling
| Wettbewerb             | Mixed Team | Mixed Doppel                                                           |
| ---------------------- | --- | ---------------------------------------------------------------------- |
| Athleten               | Chloe Fediuk Owain Fisher Nathan Gray Allie Iskiw                                                                 | Cailey Locke Simon Perry                                               |
| Vorrunde               | Italien (3:8) Brasilien (14:0) Großbritannien (3:6) Schweiz (6:5) Deutschland (5:2) Südkorea (7:9) Dänemark (2:4) | Südkorea 9:5 Ungarn 8:5 Nigeria 14:0 Tschechien 4:6 Großbritannien 6.7 |
| Viertelfinale          | ausgeschieden | ausgeschieden                                                          |
| Halbfinale             | ausgeschieden | ausgeschieden                                                          |
| Finale/Spiel um Bronze | ausgeschieden | ausgeschieden                                                          |
| Rang                   | 11 | 10                                                                     |

### Eishockey
| Wettbewerb      | Männer Mannschaft |
| --------------- | --- |
| Athleten        | Alessandro Di Iorio Beckham Edwards Tynan Lawrence Aiden O’Donnell Mathis Preston Liam Ruck Markus Ruck Adam Valentini Braidy Wassilyn Cameron Chartrand Callum Croskery Ryan Lin Zach Nyman Daxon Rudolph Keaton Verhoeff Mateo Beites Colin Ellworth Carter Esler |
| Vorrunde        | Südkorea 8:0 Finnland 4:1 |
| Halbfinale      | Vereinigte Staaten 5:6 n. P. |
| Spiel um Bronze | Finnland 4:5 n. P. |
| Rang            | 4 |

### Eiskunstlauf
| Athleten                                                                      | Wettbewerb     | Kurzprogramm/-tanz | Kurzprogramm/-tanz | Kür/Kürtanz | Kür/Kürtanz | Gesamt | Gesamt |
| Athleten                                                                      | Wettbewerb     | Punkte             | Rang               | Punkte      | Rang        | Punkte | Rang   |
| ----------------------------------------------------------------------------- | -------------- | ------------------ | ------------------ | ----------- | ----------- | ------ | ------ |
| Frauen                                                                        |                |                    |                    |             |             |        |        |
| Kaiya Ruiter                                                                  | Einzel         | 58.78              | 6                  | 96.17       | 12          | 154.95 | 11     |
| Männer                                                                        |                |                    |                    |             |             |        |        |
| David Li                                                                      | Einzel         | 57,16              | 11                 | 118,57      | 8           | 175,73 | 10     |
| Mixed                                                                         |                |                    |                    |             |             |        |        |
| Annika Behnke Kole Sauve                                                      | Paarlauf       | 39,09              | 1                  | 74,54       | 1           | 113,63 | Gold   |
| Audra Gans Michael Boutsan                                                    | Eistanz        | 52,99              | 4                  | 83,83       | 4           | 136,82 | 5      |
| Caroline Kravets Jacob Stark                                                  | Eistanz        | 47,98              | 9                  | 67,72       | 9           | 115,70 | 9      |
| Kaiya Ruiter David Li Annika Behnke / Kole Sauve Audra Gans / Michael Boutsan | Teamwettbewerb | —                  | —                  | —           | —           | 9      | Bronze |

### Freestyle-Skiing
| Athleten                          | Wettbewerb             | Gruppenphase | Gruppenphase | Achtelfinale     | Achtelfinale | Achtelfinale | Viertelfinale | Viertelfinale | Viertelfinale | Halbfinale    | Halbfinale    | Halbfinale    | Finale/Kleines Finale | Finale/Kleines Finale | Finale/Kleines Finale | Rang |
| Athleten                          | Wettbewerb             | Punkte       | Rang         | Gegner           | Punkte       | Rang         | Gegner        | Punkte        | Rang          | Gegner        | Punkte        | Rang          | Gegner                | Punkte                | Rang                  | Rang |
| --------------------------------- | ---------------------- | ------------ | ------------ | ---------------- | ------------ | ------------ | ------------- | ------------- | ------------- | ------------- | ------------- | ------------- | --------------------- | --------------------- | --------------------- | ---- |
| Frauen                            |                        |              |              |                  |              |              |               |               |               |               |               |               |                       |                       |                       |      |
| Flavie Lamontagne                 | Dual Moguls            | 10           | 9            | —                | —            | —            | —             | —             | —             | ausgeschieden | ausgeschieden | ausgeschieden | ausgeschieden         | ausgeschieden         | ausgeschieden         | 9    |
| Citrine Boychuk                   | Dual Moguls            | 11           | 5            | —                | —            | —            | —             | —             | —             | ausgeschieden | ausgeschieden | ausgeschieden | ausgeschieden         | ausgeschieden         | ausgeschieden         | 5    |
| Männer                            |                        |              |              |                  |              |              |               |               |               |               |               |               |                       |                       |                       |      |
| Bradley Koehler                   | Dual Moguls            | 11           | 5            | —                | —            | —            | —             | —             | —             | ausgeschieden | ausgeschieden | ausgeschieden | ausgeschieden         | ausgeschieden         | ausgeschieden         | 5    |
| Jeremy Sauvageau                  | Dual Moguls            | 11           | 5            | —                | —            | —            | —             | —             | —             | ausgeschieden | ausgeschieden | ausgeschieden | ausgeschieden         | ausgeschieden         | ausgeschieden         | 5    |
| Mixed                             |                        |              |              |                  |              |              |               |               |               |               |               |               |                       |                       |                       |      |
| Citrine Boychuk Jeremy Sauvageau  | Mixed Team Dual Moguls | —            | —            | Hedberg / Moberg | 39           | 2            | Lemley / Huff | 20            | 2             | ausgeschieden | ausgeschieden | ausgeschieden | ausgeschieden         | ausgeschieden         | ausgeschieden         | 7    |
| Flavie Lamontagne Bradley Koehler | Mixed Team Dual Moguls | —            | —            | Lodge / Hill     | 19           | 1            | ausgeschieden | ausgeschieden | ausgeschieden | ausgeschieden | ausgeschieden | ausgeschieden | ausgeschieden         | ausgeschieden         | ausgeschieden         | 13   |

| Athleten       | Wettbewerb | Qualifikation | Qualifikation | Finale        | Finale        | Rang |
| Athleten       | Wettbewerb | Punkte        | Rang          | Punkte        | Rang          | Rang |
| -------------- | ---------- | ------------- | ------------- | ------------- | ------------- | ---- |
| Frauen         |            |               |               |               |               |      |
| Gabrielle Dinn | Big Air    | 64,00         | 14            | ausgeschieden | ausgeschieden | 14   |
| Gabrielle Dinn | Slopestyle | 42,00         | 16            | ausgeschieden | ausgeschieden | 16   |
| Ella Garrod    | Big Air    | 58,50         | 13            | ausgeschieden | ausgeschieden | 13   |
| Ella Garrod    | Slopestyle | 57,75         | 10            | 56,50         | 7             | 7    |
| Männer         |            |               |               |               |               |      |
| Quincy Barr    | Halfpipe   | 52,75         | 11            | ausgeschieden | ausgeschieden | 11   |
| Charlie Beatty | Big Air    | 86,75         | 5             | 177,75        | 1             | Gold |
| Charlie Beatty | Slopestyle | 92,25         | 1             | 37,75         | 10            | 10   |
| Matthew Lepine | Big Air    | DNS           | DNS           | DNS           | DNS           | DNS  |
| Matthew Lepine | Slopestyle | 72,75         | 10            | 62,25         | 8             | 8    |
| Trent Morozumi | Halfpipe   | 31,75         | 13            | ausgeschieden | ausgeschieden | 13   |

| Athleten                           | Wettbewerbe         | Vorrunde | Viertelfinale | Halbfinale    | Finale/Kleines Finale | Rang |
| Athleten                           | Wettbewerbe         | Rang     | Rang          | Rang          | Rang                  | Rang |
| ---------------------------------- | ------------------- | -------- | ------------- | ------------- | --------------------- | ---- |
| Frauen                             |                     |          |               |               |                       |      |
| Anne-Marie Joncas                  | Skicross            | 6        | —             | ausgeschieden | ausgeschieden         | 11   |
| Kael Oberlander                    | Skicross            | 4        | —             | 4             | Kleines Finale: 3     | 7    |
| Männer                             |                     |          |               |               |                       |      |
| William Johnston                   | Skicross            | 7        | —             | ausgeschieden | ausgeschieden         | 13   |
| Cole Merrett                       | Skicross            | 5        | —             | ausgeschieden | ausgeschieden         | 9    |
| Mixed                              |                     |          |               |               |                       |      |
| Cole Merrett Kael Oberlander       | Mixed-Team Skicross | Freilos  | 3             | ausgeschieden | ausgeschieden         | 10   |
| William Johnston Anne-Marie Joncas | Mixed-Team Skicross | 2        | 4             | ausgeschieden | ausgeschieden         | 15   |

### Rennrodeln
| Athleten         | Wettbewerb | Lauf 1   | Lauf 1 | Lauf 2     | Lauf 2 | Gesamt       | Gesamt |
| Athleten         | Wettbewerb | Zeit     | Rang   | Zeit       | Rang   | Zeit         | Rang   |
| ---------------- | ---------- | -------- | ------ | ---------- | ------ | ------------ | ------ |
| Frauen           |            |          |        |            |        |              |        |
| Maya Yuen        | Einsitzer  | 49,288 s | 15     | 48,989 s   | 10     | 1:38,277 min | 11     |
| Ava Lucia Huerta | Einsitzer  | 51,087 s | 27     | 51,998 s   | 30     | 1:43,085 min | 28     |
| Männer           |            |          |        |            |        |              |        |
| Bastian Van Wouw | Einsitzer  | 47,450 s | 8      | 47,247 min | =7     | 1:34,697 min | 8      |

### Shorttrack
| Athleten                                                                | Wettbewerb | Vorläufe     | Vorläufe | Viertelfinale | Viertelfinale | Halbfinale    | Halbfinale    | Finale A/B             | Finale A/B    | Rang          |
| Athleten                                                                | Wettbewerb | Zeit         | Rang     | Zeit          | Rang          | Zeit          | Rang          | Zeit                   | Rang          | Rang          |
| ----------------------------------------------------------------------- | ---------- | ------------ | -------- | ------------- | ------------- | ------------- | ------------- | ---------------------- | ------------- | ------------- |
| Frauen                                                                  |            |              |          |               |               |               |               |                        |               |               |
| Courtney Charlong                                                       | 500 m      | 45,542 s     | 2        | 45,019 s      | 4             | ausgeschieden | ausgeschieden | ausgeschieden          | ausgeschieden | 13            |
| Courtney Charlong                                                       | 1000 m     | 1:36,743 min | 2        | 1:33,719 min  | 3             | ausgeschieden | ausgeschieden | ausgeschieden          | ausgeschieden | 11            |
| Courtney Charlong                                                       | 1500 m     | —            | —        | 2:28,428 min  | 2             | 3:05,219 min  | 6             | B-Finale: 2:44,733 min | 4             | 11            |
| Océane Guérard                                                          | 500 m      | 45,367 s     | 2        | 44,861        | 3             | 44,639 s      | 5             | A-Finale:45,854 s      | 1             | 6             |
| Océane Guérard                                                          | 1000 m     | 1:37,336 min | 3        | 1:33,025 min  | 2             | 1:33,209 min  | 4             | B-Finale:1:33,401 min  | 5             | 10            |
| Océane Guérard                                                          | 1500 m     | —            | —        | 2:28,482 min  | 3             | PEN           | PEN           | ausgeschieden          | ausgeschieden | ausgeschieden |
| Männer                                                                  |            |              |          |               |               |               |               |                        |               |               |
| Victor Chartrand                                                        | 500 m      | 42,248 s     | 1        | 1:13,126 min  | 5             | ausgeschieden | ausgeschieden | ausgeschieden          | ausgeschieden | 17            |
| Victor Chartrand                                                        | 1000 m     | 1:33,485 min | 1        | 1:48,478 min  | 4             | ausgeschieden | ausgeschieden | ausgeschieden          | ausgeschieden | 18            |
| Victor Chartrand                                                        | 1500 m     | —            | —        | 2:31,035 min  | 2             | 2:24,838 min  | 6             | ausgeschieden          | ausgeschieden | 17            |
| Alexis Dubuc-Bilodeau                                                   | 500 m      | 42,702 s     | 2        | 42,652 s      | 2             | 43,005 s      | 4             | B-Finale: 42,802 s     | 2             | 7             |
| Alexis Dubuc-Bilodeau                                                   | 1000 m     | 1:29,623 min | 3        | ausgeschieden | ausgeschieden | ausgeschieden | ausgeschieden | ausgeschieden          | ausgeschieden | 21            |
| Alexis Dubuc-Bilodeau                                                   | 1500 m     | —            | —        | 3:04,860 min  | 6             | ausgeschieden | ausgeschieden | ausgeschieden          | ausgeschieden | 33            |
| Mixed                                                                   |            |              |          |               |               |               |               |                        |               |               |
| Courtney Charlong Océane Guérard Victor Chartrand Alexis Dubuc-Bilodeau | Staffel    | —            | —        | —             | —             | 2:47,966 min  | 2             | A-Finale: 3:00,867 min | 4             | 4             |

### Ski Alpin
| Athleten        | Wettbewerb         | Lauf 1  | Lauf 1 | Lauf 2  | Lauf 2 | Gesamt      | Gesamt |
| Athleten        | Wettbewerb         | Zeit    | Rang   | Zeit    | Rang   | Zeit        | Rang   |
| --------------- | ------------------ | ------- | ------ | ------- | ------ | ----------- | ------ |
| Frauen          |                    |         |        |         |        |             |        |
| Elsa Feliciello | Super-G            | —       | —      | —       | —      | DNS         | DNS    |
| Elsa Feliciello | Riesenslalom       | 51,15 s | 19     | 54,12 s | 11     | 1:45,27 min | 16     |
| Elsa Feliciello | Slalom             | 51,18 s | 12     | 50,45 s | 20     | 1:41,63 min | 14     |
| Aida Draghia    | Riesenslalom       | 49,71 s | 9      | 54,50 s | 16     | 1:44,21 min | 11     |
| Aida Draghia    | Slalom             | 51,24 s | 13     | 49,32 s | 12     | 1:40,56 min | 10     |
| Männer          |                    |         |        |         |        |             |        |
| Thomas Carnahan | Super-G            | —       | —      | —       | —      | 55,14 s     | 9      |
| Thomas Carnahan | Alpine Kombination | DNF     | DNF    | DNF     | DNF    | DNF         | DNF    |
| Thomas Carnahan | Riesenslalom       | DNF     | DNF    | DNF     | DNF    | DNF         | DNF    |
| Thomas Carnahan | Slalom             | 48,44 s | 16     | DNF     | DNF    | DNF         | DNF    |

| Athleten                     | Wettbewerbe | Achtelfinale | Achtelfinale | Viertelfinale | Viertelfinale | Halbfinale    | Halbfinale    | Finale        | Finale        | Rang |
| Athleten                     | Wettbewerbe | Gegner       | Punkte       | Gegner        | Punkte        | Gegner        | Punkte        | Gegner        | Punkte        | Rang |
| ---------------------------- | ----------- | ------------ | ------------ | ------------- | ------------- | ------------- | ------------- | ------------- | ------------- | ---- |
| Mixed                        |             |              |              |               |               |               |               |               |               |      |
| Aida Draghia Thomas Carnahan | Mannschaft  | FRA          | 1:3          | ausgeschieden | ausgeschieden | ausgeschieden | ausgeschieden | ausgeschieden | ausgeschieden | 13   |

### Skilanglauf
| Athleten                                                     | Wettbewerbe      | Zeit        | Rang |
| ------------------------------------------------------------ | ---------------- | ----------- | ---- |
| Frauen                                                       |                  |             |      |
| Aramintha Bradford                                           | 7,5 km klassisch | 23:21,6 min | 16   |
| Leanne Gartner                                               | 7,5 km klassisch | 23:46,1 min | 22   |
| Männer                                                       |                  |             |      |
| Cedric Martel                                                | 7,5 km klassisch | 20:48,9 min | 19   |
| Eamon Wilson                                                 | 7,5 km klassisch | 20:51,0 min | 21   |
| Mixed                                                        |                  |             |      |
| Leanne Gartner Eamon Wilson Aramintha Bradford Cedric Martel | 4 × 5 km Staffel | 54:25,9 min | 6    |

| Athleten           | Wettbewerbe     | Qualifikation | Qualifikation | Viertelfinale | Viertelfinale | Halbfinale    | Halbfinale    | Finale        | Finale        | Rang |
| Athleten           | Wettbewerbe     | Zeit          | Rang          | Zeit          | Rang          | Zeit          | Rang          | Zeit          | Rang          | Rang |
| ------------------ | --------------- | ------------- | ------------- | ------------- | ------------- | ------------- | ------------- | ------------- | ------------- | ---- |
| Frauen             |                 |               |               |               |               |               |               |               |               |      |
| Aramintha Bradford | Sprint Freistil | 3:36,97 min   | 08            | 3:36,77 min   | 3             | 3:44,90 min   | 5             | ausgeschieden | ausgeschieden | 09   |
| Leanne Gartner     | Sprint Freistil | 3:47,18 min   | 26            | 4:05,60 min   | 6             | ausgeschieden | ausgeschieden | ausgeschieden | ausgeschieden | 29   |
| Männer             |                 |               |               |               |               |               |               |               |               |      |
| Cedric Martel      | Sprint Freistil | 3:09,19 min   | 16            | 3:10,38 min   | 1             | 3:11,34 min   | 6             | ausgeschieden | ausgeschieden | 11   |
| Eamon Wilson       | Sprint Freistil | 3:06,56 min   | 09            | DSQ           | DSQ           | DSQ           | DSQ           | DSQ           | DSQ           | DSQ  |

### Skispringen
| Athleten        | Wettbewerb    | 1. Durchgang | 1. Durchgang | 1. Durchgang | 2. Durchgang | 2. Durchgang | 2. Durchgang | Gesamt | Gesamt |
| Athleten        | Wettbewerb    | Weite        | Punkte       | Rang         | Weite        | Punkte       | Rang         | Punkte | Rang   |
| --------------- | ------------- | ------------ | ------------ | ------------ | ------------ | ------------ | ------------ | ------ | ------ |
| Männer          |               |              |              |              |              |              |              |        |        |
| Tarik VanWieren | Normalschanze | 75,0 m       | 50,9         | 32           | 77,0 m       | 47,2         | 35           | 98,1   | 33     |

### Snowboard
| Athleten         | Wettbewerb | Qualifikation | Qualifikation | Finale        | Finale        | Rang   |
| Athleten         | Wettbewerb | Punkte        | Rang          | Punkte        | Rang          | Rang   |
| ---------------- | ---------- | ------------- | ------------- | ------------- | ------------- | ------ |
| Frauen           |            |               |               |               |               |        |
| Felicity Geremia | Halfpipe   | 60,50         | 9             | 47,50         | 9             | 9      |
| Amalia Pelchat   | Slopestyle | 66,00         | 5             | 53,50         | 9             | 9      |
| Amalia Pelchat   | Big Air    | 30,75         | 17            | ausgeschieden | ausgeschieden | 17     |
| Avery Spalding   | Slopestyle | 34,00         | 14            | ausgeschieden | ausgeschieden | 14     |
| Avery Spalding   | Big Air    | 37,00         | 16            | ausgeschieden | ausgeschieden | 16     |
| Lily-Ann Ulmer   | Halfpipe   | 39,50         | 13            | ausgeschieden | ausgeschieden | 13     |
| Männer           |            |               |               |               |               |        |
| Eli Bouchard     | Slopestyle | 83,25         | 1             | 90,00         | 2             | Silber |
| Eli Bouchard     | Big Air    | 96,00         | 1             | 183,25        | 1             | Gold   |
| Neko Reimer      | Slopestyle | 65,50         | 5             | 21,25         | 10            | 10     |
| Neko Reimer      | Big Air    | 54,25         | 12            | ausgeschieden | ausgeschieden | 12     |

| Athleten                           | Wettbewerbe               | Vorrunde | Viertelfinale | Halbfinale    | Finale/Kleines Finale | Rang   |
| Athleten                           | Wettbewerbe               | Rang     | Rang          | Rang          | Rang                  | Rang   |
| ---------------------------------- | ------------------------- | -------- | ------------- | ------------- | --------------------- | ------ |
| Frauen                             |                           |          |               |               |                       |        |
| Rose Savard-Ferguson               | Snowboardcross            | 5        | —             | ausgeschieden | ausgeschieden         | 9      |
| Hannah Turkington                  | Snowboardcross            | 4        | —             | 3             | Kleines Finale: 1     | 5      |
| Männer                             |                           |          |               |               |                       |        |
| Olivier Gagné                      | Snowboardcross            | 7        | —             | ausgeschieden | ausgeschieden         | 14     |
| Anthony Shelly                     | Snowboardcross            | 1        | —             | 2             | 2                     | Silber |
| Mixed                              |                           |          |               |               |                       |        |
| Oliver Šebesta Dorota Pitoňáková   | Mixed-Team Snowboardcross | 2        | RAL           | ausgeschieden | ausgeschieden         | 16     |
| Olivier Gagné Rose Savard-Ferguson | Mixed-Team Snowboardcross | 2        | 4             | ausgeschieden | ausgeschieden         | 14     |